# Euphthiracarus monodactylus
Euphthiracarus monodactylus är en kvalsterart som först beskrevs av Rainer Willmann 1919.  Euphthiracarus monodactylus ingår i släktet Euphthiracarus och familjen Euphthiracaridae. Inga underarter finns listade i Catalogue of Life.